# Olmedilla de Eliz
Olmedilla de Eliz è un comune spagnolo di 29 abitanti situato nella comunità autonoma di Castiglia-La Mancia.